# Trichotosia vestita
Trichotosia vestita là một loài thực vật có hoa trong họ Lan. Loài này được (Wall. ex Lindl.) Kraenzl. miêu tả khoa học đầu tiên năm 1911.